# 築地町 (台北市)
築地町（つきじちょう）は、日本統治時代の台湾における台北市の行政区画。一丁目から五丁目までで構成された。この地域はもともと地形的に低い窪地であり、洪水・氾濫の解決のために沼や沢を埋めて築かれた土地であることから、この名前が付けられた。埋め立てによる比較的新しい地域であり、内地出身の日本人が多く居住していた。現在の万華区の昆明街、洛陽街、開封街二段の一帯が築地町に含まれる。

## 町内の施設
- 中央卸売市場（五丁目）